# Ямщиков, Алексей Михайлович
Алексей Михайлович Ямщиков (17 марта 1918 года, село Баксан, Нальчикский округ, Терская область, РСФСР, ныне город в Кабардино-Балкарской Республике, Российская Федерация — февраль 1998, Москва, Россия) — советский военачальник, генерал-полковник (1976). Депутат Верховного Совета УССР 8-го созыва (1971—1975 годах).

## Биография
В июле 1936 года был призван на службу в Рабоче-Крестьянскую Красную армию Георгиевским районным военкоматом Северо-Кавказского края. Окончил Саратовское бронетанковое училище. С января 1939 года служил в 230-м отдельном разведывательном батальоне 35-й танковой бригады в Ленинградском военном округе. Командовал танковым взводом, с октября 1939 — танковой ротой, с марта 1940 — помощник начальника штаба батальона. Участник советско-финской войны. После войны, в сентябре 1940, назначен начальником физической подготовки 35-й бригады (к тому времени переименована в легкотанковую бригаду).
Член ВКП(б) с 1941 года.
С июня 1941 года — участник Великой Отечественной войны. Был назначен помощником начальника 4-го отделения штаба 43-й танковой дивизии на Юго-Западном фронте, принял боевое крещение в танковом сражении под Дубно — Луцк — Броды. С сентября 1941 командовал ротой управления 12-й танковой бригады, в марте 1942 назначен адъютантом старшим танкового батальона этой бригады. До декабря 1942 года воевал на Южном и Юго-Западном фронтах: адъютант старший 1-го 12-й отдельной танковой бригады. Участник Барвенково-Лозовской наступательной операции.
С апреля 1942 года воевал в 114-й отдельной танковой бригаде: помощник начальника штаба бригады по разведке, с сентября 1942 — заместитель начальника штаба бригады по оперативной работе, а когда в ноябре 1944 года бригада была переформирована в 114-й отдельный танковый полк — начальник штаба полка. В декабре 1942 года был ранен, лечился в военных госпиталях. С марта 1943 служил офицером связи в штабе бронетанковых и механизированных войск РККА, в декабре направлен на учёбу и в июне 1944 года окончил курсы усовершенствования офицерского состава при Военной академии бронетанковых и механизированных войск РККА имени И. В. Сталина. В июне — октябре 1944 — командир 1498-го самоходно-артиллерийского полка на 2-м Прибалтийском фронте, с октября был старшим помощником начальника 1-го отдела управления кадров бронетанковых и механизированных войск РККА. В декабре 1944 — августе 1945 — командир 344-го гвардейского тяжелого самоходно-артиллерийского полка на 1-м Белорусском фронте.
Проявил себя на фронте отважным командиром, за годы войны был трижды ранен. Начав войну лейтенантом, окончил её подполковником. Награждён на фронте четырьмя боевыми орденами.
После войны продолжил службу в Советской армии. С ноября 1945 года служил заместителем командира 70-го гвардейского танкового полка 9-й танковой дивизии. В 1949 году окончил Военную академию имени М. В. Фрунзе. С января 1950 года — начальник оперативного управления командующего бронетанковых и механизированных войск Центральной группы войск, а с декабря 1951 по январь 1954 года был начальником штаба там же.
В 1955 году окончил Высшую военную академию имени К. Е. Ворошилова. С декабря 1955 по май 1957 года — командир 8-й гвардейской механизированной дивизии, с мая 1957 по март 1959 года — командир 20-й гвардейской мотострелковой дивизии Группы советских войск в Германии. С марта 1959 года начальник отдела боевой подготовки 3-й общевойсковой армии в ГСВГ. С декабря 1960 года — первый заместитель командующего 7-й гвардейской армией Закавказского военного округа.
В июне 1964 — июне 1968 года — первый заместитель командующего Северной группы войск (на территории Польской Народной Республики). С июня 1968 года — представитель Главного командования Объединёнными вооружёнными силами государств — участников Варшавского договора в Чехословацкой Народной Армии.
В декабре 1969 — май 1972 года — командующий 8-й танковой армией Прикарпатского военного округа.
В мае 1972 — апреле 1974 года — первый заместитель командующего войсками Одесского военного округа. С апреля 1974 года — в Группе генеральных инспекторов Министерства обороны СССР. С октября 1979 по январь 1980 года находился в распоряжении Министра обороны СССР, затем назначен консультантом Военной академии бронетанковых войск имени Р. Я. Малиновского. С сентября 1986 года в отставке.
Избирался депутатом Верховного Совета Украинской ССР 8-го созыва (1971—1975).
Был женат. Сын — Леонид Сергеевич Майоров (1941—2019), генерал-полковник (1992), командовал Северо-Западной группой войск (1992—1994).
Проживал в Москве. Похоронен на Троекуровском кладбище Москвы.

## Воинские звания
- Лейтенант (21.01.1939)
- Старший лейтенант (2.11.1941)
- Капитан (15.03.1942)
- Майор (30.08.1942)
- Подполковник (20.06.1944)
- Полковник (2.11.1950)
- Генерал-майор (27.08.1957)
- Генерал-лейтенант (16.06.1965)
- Генерал-полковник (28.10.1970)

## Награды
- орден Ленина
- ордена Красного Знамени (29.04.1942; 30.07.1944; 21.02.1969)
- орден Александра Невского (6.06.1945)
- орден Отечественной войны I степени (6.04.1985)
- два ордена Красной Звезды (6.11.1942;)
- медаль «За оборону Москвы»
- медаль «За оборону Сталинграда»
- медаль «За взятие Берлина»
- другие медали